# Тачки (франшиза)
«Тачки» — серия компьютерно-анимационных фильмов и медиафраншиза Disney, события которой разворачиваются в мире, населённом антропоморфными автомобилями. Начало франшизы было положено с выпуска одноимённого мультфильма в 2006 году, снятого компанией Pixar и выпущенного Walt Disney Pictures. В 2011 году последовало продолжение. Третий мультфильм, «Тачки 3», вышел в 2017 году. Студией Disneytoon было выпущено два спин-оффа — «Самолёты» (2013) и «Самолёты: Огонь и вода» (2014).
Режиссёром первых двух мультфильмов был Джон Лассетер, в то время главный креативный директор Pixar, Walt Disney Animation Studios и Disneytoon Studios, а режиссёром третьих «Тачек» был Брайан Фи, художник по раскадровке предыдущих частей. Лассетер выступил в качестве исполнительного продюсера «Тачек 3» и мультфильмов «Самолёты». Все три мультфильма «Тачки» собрали в мировом прокате более 1,4 миллиарда долларов, а продажи товаров франшизы за первые 5 лет составили более 10 миллиардов долларов.

## Мультфильмы

### Тачки(2006)
Герой картины — гоночный автомобиль NASCAR по имени Молния Маккуин, привыкший жить только на гоночной трассе. На Кубке Большого Поршня он из-за лопнувших задних покрышек приходит на финиш одновременно с другими участниками — чемпионом Кингом и грубияном Чико Хиксом, вследствие чего организаторы гонок решают провести решающую гонку в Калифорнии. По пути туда, из-за команды уличных гонщиков Маккуин во сне вываливается из везущего его трейлера, Мака, в надежде нагнать его, в темноте сбивается с пути, нарушает все мыслимые и немыслимые правила и оказывается в захолустном городишке Радиатор-Спрингс на Шоссе 66. Там Молнию Маккуина арестовывают за то, что он испортил дорогу. Пока Молния находится под арестом и чинит дорогу, он ближе знакомится с обитателями городка.

### Тачки 2(2011)
Мультфильм продолжает историю об антропоморфных автомобилях, главными героями которого являются гоночный автомобиль Молния Маккуин и его друг — эвакуатор Мэтр, которые окажутся втянуты в сердце международного шпионажа.

### Тачки 3(2017)
По сюжету все старые машины заменяют машины нового поколения и Молния Маккуин намеревается доказать новому поколению высокотехнологичных автомобилей, что он по-прежнему лучший гонщик в мире.

## Сериалы

### Байки Мэтра
Американский мультсериал, основанный на мультфильме «Тачки». Главными героями во всех сериях являются Мэтр, выступающий в роли рассказчика, и Молния Маккуин. Первая серия вышла 27 октября 2008 года. Последняя на сегодняшний день серия вышла 5 июня 2012 года.

### Истории из Радиатор Спрингс
Американский мультсериал, коротких анимационных фильмов или «Истории Тачек». Первые три двухминутных эпизода — «Икота», «Прослушивание» и «Трюкач» — вышли 22 марта 2013 года на канале Disney и были доступны онлайн с 24 марта 2013 года. Четвёртая серия под названием «Радиаторные пружины 500 ½», была выпущена весной 2014 года на сайте Digital Disney Movies Anywhere. Позже премьера состоялась 1 августа 2014 года на канале Disney.

### Тачки на дороге
1 августа 2022 года Pixar выпустил трейлер сериала «Тачки на дороге». Сериал состоит из 9 серий, в которых Молния и Мэтр путешествуют по США. Премьера состоялась 8 сентября на стриминговом сервисе Disney+.

## Спин-оффы

### Самолёты(2013)
Главный герой — сельскохозяйственный самолёт Дасти, работающий на провинциальном аэродроме «Кривые лопасти». Он мечтает принять участие в кругосветных соревнованиях быстрейших самолётов мира. При этом Дасти боится большой высоты. Случайно попав в число участников отборочных соревнований, Дасти просит помощи у ветерана авиации, истребителя в отставке Шкипера.

### Отменённый триквел
На выставке D23 Expo, в июле 2017 года, Джон Лассетер объявил, что третий мультфильм из серии «Самолёты» будет исследовать будущее авиации в космическом пространстве. Дата выхода была назначена на 12 апреля 2019 года. Он был исключён из графика релизов в марте 2018 года, а позже, 28 июня, была закрыта студия Disneytoon Studios, что положило конец разработке фильма.

## Другие отменённые проекты
Помимо третьего мультфильма серии «Самолёты», студия Disneytoon Studios также планировала ещё несколько спин-оффов с участием лодок, поездов и других транспортных средств, но эти планы так и не были реализованы из-за закрытия студии в 2018 году.

## Игры
Также выходили компьютерные игры по мотивам мультфильмов, сюжет которых развивался по окончании их сюжетных линий.

## Релиз

### Кассовые сборы
| Мультфильм             | Дата выхода    | Дата выхода     | Сборы        | Сборы          | Сборы          | Бюджет       | Ссылки |
| Мультфильм             | В США          | В России        | США          | Другие страны  | Весь мир       | Бюджет       | Ссылки |
| ---------------------- | -------------- | --------------- | ------------ | -------------- | -------------- | ------------ | ------ |
| Тачки                  | 9 июня 2006    | 15 июня 2006    | $244 082 982 | $218 133 298   | $462 216 280   | $120 000 000 | [ 10 ] |
| Тачки 2                | 24 июня 2011   | 23 июня 2011    | $191 452 396 | $370 658 161   | $562 110 557   | $200 000 000 | [ 11 ] |
| Тачки 3                | 16 июня 2017   | 15 июня 2017    | $152 901 115 | $231 029 541   | $383 930 656   | $175 000 000 | [ 12 ] |
| Тачки                  | Тачки          | Тачки           | $588 436 493 | $819 821 000   | $1 408 257 493 | $495 000 000 | [ 13 ] |
| Самолёты               | 9 августа 2013 | 29 августа 2013 | $90 256 456  | $148 970 000   | $239 258 712   | $50 000 000  | [ 14 ] |
| Самолёты: Огонь и вода | 18 июля 2014   | 21 августа 2014 | $59 165 787  | $92 220 853    | $151 386 640   | $50 000 000  | [ 15 ] |
| Самолёты               | Самолёты       | Самолёты        | $149 422 243 | $241 190 853   | $390 645 352   | $100 000 000 | —      |
| Всего                  | Всего          | Всего           | $737 858 736 | $1 060 825 100 | $1 798 716 092 | $595 000 000 | —      |

### Критика

#### Тачки
| Мультфильмы | Rotten Tomatoes     | Metacritic       | CinemaScore |
| ----------- | ------------------- | ---------------- | ----------- |
| Тачки       | 75 % (200 рецензий) | 73 (39 рецензий) | A           |
| Тачки 2     | 39 % (215 рецензий) | 57 (38 рецензий) | A-          |
| Тачки 3     | 70 % (221 рецензия) | 59 (41 рецензия) | A           |
| Оценка      | 62 %                | 63               | A           |

#### Самолёты
| Мультфильмы            | Rotten Tomatoes     | Metacritic       | CinemaScore |
| ---------------------- | ------------------- | ---------------- | ----------- |
| Самолёты               | 25 % (117 рецензий) | 39 (32 рецензии) | A-          |
| Самолёты: Огонь и вода | 43 % (90 рецензий)  | 48 (29 рецензий) | A           |
| Оценка                 | 34 %                | 44               | A-          |